# Frederick Beilby Watson
 (juin 2020).
Pour les articles homonymes, voir Watson.
Frederick Beilby Watson (1773–11 juillet 1852) est un courtisan britannique.

## Biographie
Il est le fils de William Watson, qui est bibliothécaire au Trésor, et d'Elizabeth Beilby . En 1805, il devient Paymaster du 1er The Royal Dragoons. Le 1er juillet 1815, il est nommé secrétaire particulier adjoint du prince régent . Avant cette nomination, il avait été secrétaire particulier du duc de Cumberland.
En 1819, Watson est nommé chevalier de l'Ordre royal guelphique. Il est promu chevalier commandant et nommé Knight Bachelor en 1827 et est devenu maître de la maison cette année-là, un poste qu'il occupe pendant les règnes de George IV, Guillaume IV et les premiers jours de Victoria . En 1843, il publie de manière anonyme des phrases religieuses et morales extraites des œuvres de Shakespeare, comparées aux passages sacrés tirés de l'écriture sainte .
Le 11 juillet 1852, Watson décède à son domicile de New Place, St John's Wood, à l'âge de 80 ans . Il est enterré au Cimetière de Kensal Green .